# 地下家伝
『地下家伝』（地下家傳、じげかでん）は、江戸時代後期の天保年間に成立した、地下官人諸家の系図をまとめた書物。編者は北面武士であった三上景文。

## 成立の過程
『地下家伝』については現在のところ詳しい研究が行われておらず、三上が編纂を志した動機や刊行までの詳しい過程など未解明な点が多い。三上が巻末に記した後書によれば、天保13年9月（1842年10月）に編纂を開始、1年半後の天保15年5月1日（1844年6月16日）ごろには完成されている模様である。

## 正宗敦夫による出版
『地下家伝』は初版成立後、数回の改定・補遺を経て安政年間に最後の改訂が行われ、そう多くはないが写本が残されている。ただし、印刷ではなく毛筆によって写されたためか、写本によって誤字や欠落、巻構成の異同がある。
昭和13年（1938年）、国文学者の正宗敦夫がその当時残存していた写本を編集して出版したが、参考にした複数の写本の間にも文字の違いや巻構成の違いが見られた。正宗版の『地下家伝』で第31巻が欠番とされたのはそのためである。また、安政以降改定がなされなかったため、最後の改訂から明治維新により地下身分が消滅した時点までの当主が判らないという欠点もある。

## 下橋敬長による補完
一方、正宗が出版した『地下家伝』とは別に、元一条家家臣の有職故実家である下橋敬長（しもはし ゆきおさ）により、『地下家伝』を元に独自に作成された続編である『地下官人家伝』が存在する。下橋は地下諸家の家系について明治年間、家によっては大正年間にまで追跡調査をしており、正宗版には記載されていない人物が相当量にわたり補完されている。この資料は現在京都府立総合資料館に収蔵されているが、刊本にはなっていない。

## 内容
『地下家伝』は、所属する官庁や摂家、宮家、門跡などの別に全33巻に分けられ、諸家の歴代当主の名前、父母の名、生没年月日、叙位・任官の履歴等を可能な限り記載している。正宗版によれば、各巻の構成は下記の通り。
- 第1巻
  - 六位蔵人
- 第2巻
  - 少納言局（大外記・少外記・史生・文殿・上召使・少納言侍）
- 第3巻
  - 中務省史生・大舎人寮・造酒司・縫殿寮・式部省
- 第4巻
  - 大膳職・大炊寮・掃部寮・内賢・主鈴・左馬寮・右馬寮・兵庫寮・賛者・使部
- 第5巻
  - 弁官（官務・史・内匠寮・官掌・弁侍）
- 第6巻
  - 内舎人
- 第7巻
  - 内匠寮史生・大蔵省・木工寮・主殿寮・他
- 第8巻
  - 出納・図書寮・主水司・他
- 第9巻
  - 検非違使
- 第10巻
  - 楽人（京都方）
- 第11巻
  - 楽人（南都方）
- 第12巻
  - 楽人（天王寺方）
- 第13巻
  - 在江戸楽人・南都右方人・南都寺侍・断絶諸家伝
- 第14巻
  - 滝口武者
- 第15巻
  - 近衛府（上）
- 第16巻
  - 近衛府（下）
- 第17巻
  - 上北面・他
- 第18巻
  - 下北面
- 第19巻
  - 陰陽寮・典薬寮
- 第20巻
  - 内膳司・御厨子所・御蔵・画所預・院雑色
- 第21巻
  - 近衛家・九条家（諸大夫及び侍）
- 第22巻
  - 二条家・一条家・鷹司家（諸大夫及び侍）
- 第23巻
  - 伏見宮・桂宮・有栖川宮・閑院宮（諸大夫及び侍）
- 第24巻
  - 三条家・西園寺家・徳大寺家・今出川家（諸大夫及び侍）
- 第25巻
  - 花山院家・大炊御門家・醍醐家（諸大夫及び侍）
- 第26巻
  - 久我家・広幡家（諸大夫及び侍）
- 第27巻
  - 中院家・三條西家・正親町三条家・中山家（諸大夫及び侍）
- 第28巻
  - 聖護院・照高院・円満院・実相院（坊官・諸大夫・侍）
- 第29巻
  - 青蓮院・梶井・妙法院・曼殊院・毘沙門堂（坊官・諸大夫・侍）
- 第30巻
  - 仁和寺・大覚寺・勧修寺・三寳院・随心院・蓮華光院（坊官・諸大夫・侍）
- 第31巻
  - （欠番）
- 第32巻
  - 知恩院・一乗院・大乗院（坊官・諸大夫・侍）
- 第33巻
  - 秦氏三上家（三上景文家）系図